# Proctorville (Ohio)
Proctorville é uma vila localizada no estado norte-americano de Ohio, no Condado de Lawrence.

## Demografia
Segundo o censo norte-americano de 2000, a sua população era de 620 habitantes.
Em 2006, foi estimada uma população de 629, um aumento de 9 (1.5%).

## Geografia
De acordo com o United States Census Bureau tem uma área de
0,7 km², dos quais 0,6 km² cobertos por terra e 0,1 km² cobertos por água.

## Localidades na vizinhança
O diagrama seguinte representa as localidades num raio de 12 km ao redor de Proctorville.